# اوچیار (شهر)
شهر اوچیار (به روسی: Очёр) در کشور روسیه و در کرای پرم واقع شده‌است.